# イースタン・オーストラリア航空
イースタン・オーストラリア航空（Eastern Australia Airlines）はオーストラリアにある航空会社。カンタスリンクのブランド名でオーストラリア最大の都市であるニューサウスウェールズ州シドニーを中心に15都市を結んでいる。ハブ空港はシドニー国際空港とメルボルン空港。

## 歴史
イースタン・オーストラリア航空は1949年にTamworth Air Taxi Serviceとしてニューサウスウェールズ州タムワースで創業し、一機の航空機と一人のパイロットのみでニューサウスウェールズ州とクイーンズランド州の農業地帯での営業を行っていた。創業後すぐに社名をTamairに改称し、その後小さなコミューター航空会社などの合併などを経て1987年に現在のイースタン・オーストラリア航空名前になった。1988年にオーストラリア航空がイーストウェスト航空から株式の25%を買収し1991年に完全な子会社になったが、その後オーストラリア航空がカンタス航空に買収されたことにより1992年にカンタス航空グループの一員となった。
2002年にはカンタス航空がミルデューラにある子会社であるサザン・オーストラリア航空をイースタン・オーストラリア航空と統合させている。
2008年8月現在使用している50席仕様のデハビランドカナダDHC-8に加えて72席仕様のDHC-8を幹線に投入し、代わりに36席仕様のDHC-8を全機引退させる予定であると発表した。

## 就航都市
- ニューサウスウェールズ州
  - シドニー
  - オルベリー
  - タムワース
  - アーミデイル
  - コフスハーバー
  - ダボ
  - モリー
  - ナラブリ
  - ポートマクォーリー
  - ウォガウォガ
  - ロード・ハウ島
- ビクトリア州
  - メルボルン
  - ミルデューラ
- タスマニア州
  - ローンセストン
  - ダベンポート
- オーストラリア首都特別地域
  - キャンベラ

## 保有機材

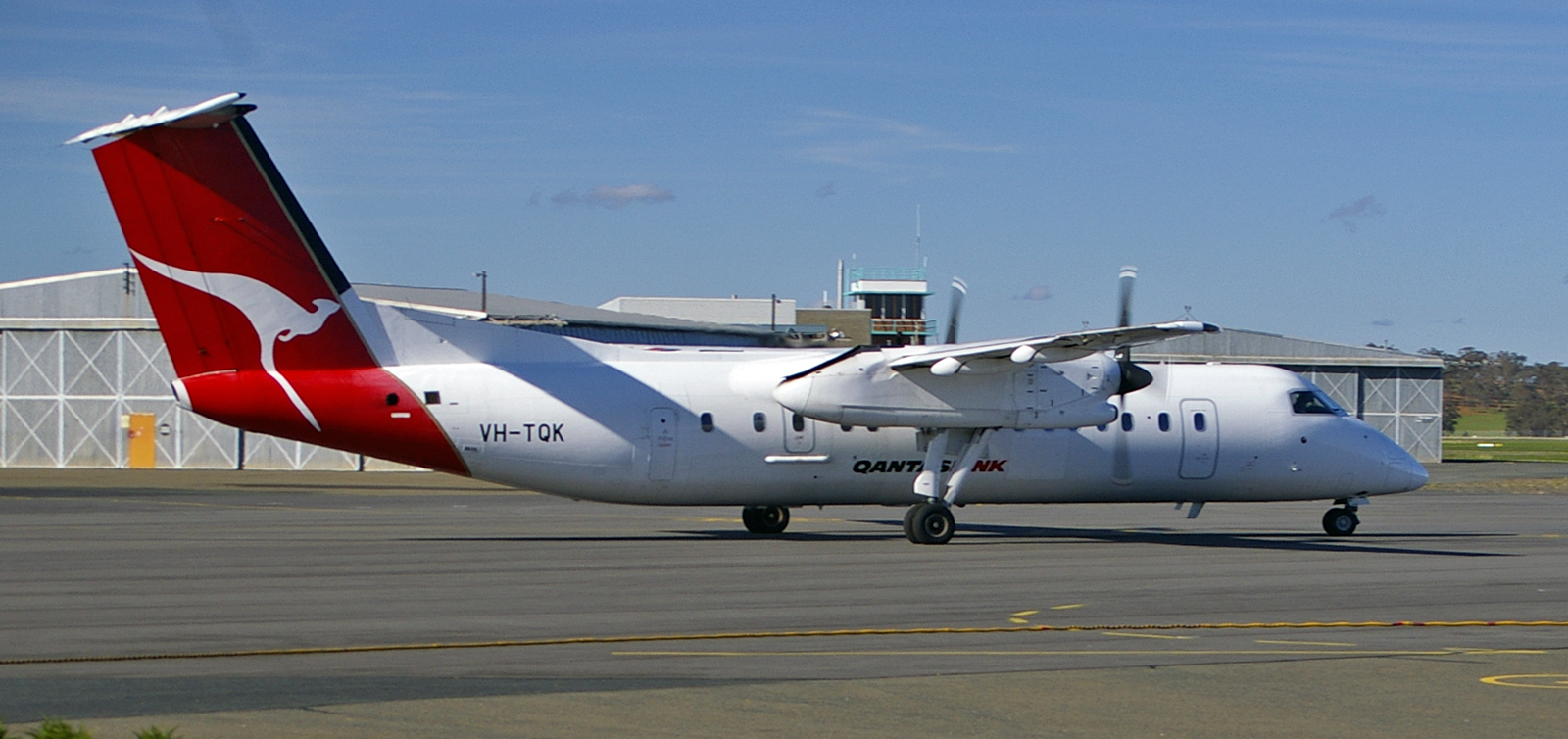
カンタスリンク塗装のボンバルディア DHC-8 Q300

- デハビランドカナダDHC-8-100　4機
- デハビランドカナダDHC-8Q300　10機